# Bacchusgletsjer
De Bacchusgletsjer is een gletsjer in Nationaal park Noordoost-Groenland in het oosten van Groenland. De gletsjer ligt aan de zuidkant van de Stauningalpen. Het is een van de gletsjers die uitkomen in het Nordvestfjord. Op ongeveer tien kilometer naar het oosten ligt er ook de Oriongletsjer.
De gletsjer stroomt eerst in noordwestelijke richting, waarna deze in een bijna haakse bocht ombuigt in zuidwestelijke richting samen met de Borgbjerggletsjer die uit het noorden komt. Ongeveer tien kilometer lang lopen beide gletsjers naast elkaar tot aan de gletsjertong. De beide gletsjers bereiken het fjord niet, maar het smeltwater van beide wel.
Voor de haakse bocht heeft de Bacchusgletsjer een breedte van ongeveer een kilometer.